# María Josefa Sancho de Guerra
María Josefa Sancho de Guerra   (Vitòria, 7 de setembre de 1842 - Bilbao, 20 de març de 1912) en religió María Josefa del Corazón de Jesús, fou una religiosa, fundadora de l'Institut de les Serventes de Jesús de la Caritat. És venerada com a santa per l'Església Catòlica.

## Biografia
Nascuda el 1842 a Vitoria (País Basc, Espanya); filla del cadiraire Bernabé Sancho i de Petra de Guerra. Quedà òrfena de pare als set anys i en fer quinze anys marxà a viure a casa d'uns parents a Madrid, on acabà d'estudiar. Molt devota i pietosa, als divuit anys tornà a Vitòria i va sentir la vocació religiosa. Poc abans havia estat a punt de fer-se monja contemplativa amb les concepcionistes d'Aranjuez, però una malaltia li ho impedí. Ingressà com a germana a les Serventes de Maria Ministres dels Malalts, prenent el nom de Maria Josepa del Cor de Maria. Tingué dubtes, però, sobre l'encert de la seva tria i no s'hi sentia bé. Després de consultar amb confessors, el bisbe Antoni Maria Claret i la mateixa fundadora de la congregació Soledad Torres Acosta, va decidir de deixar l'institut i fundar-ne un de nou que tingués com a objectiu exclusiu l'atenció a malalts necessitats.
En 25 de juliol de 1871 funda a Bilbao, amb quatre companyes també provinents de les Serventes de Maria, una nova congregació religiosa, les Serventes de Jesús de la Caritat, per a l'atenció a malalts en hospitals i a domicili, com també d'ancians i desemparats en general. En fou la superiora i quan morí, el 1912, l'institut ja comptava amb 43 cases i prop d'un miler de germanes. Visità moltes d'aquestes comunitats fins que una malaltia la deixà impossibilitada a la casa de Bilbao; mantingué el contacte amb les germanes mitjançant la correspondència.
Morí el 20 de març de 1912 a Bilbao, en llaor de santedat i causant gran ressò, ja que la tasca de la seva congregació l'havia fet coneguda. Fou sebollida, en un funeral multitudinari, al cementiri municipal de Bilbao.

## Veneració
La seva fama de santa anà creixent i el 1926, les seves restes foren traslladades a la capella de la casa mare de l'institut, a Bilbao.
Se n'incoà la causa de canonització el 1951, i fou beatificada el 7 de setembre de 1992. L'1 d'octubre de 2000, el papa Joan Pau II la va proclamar santa.

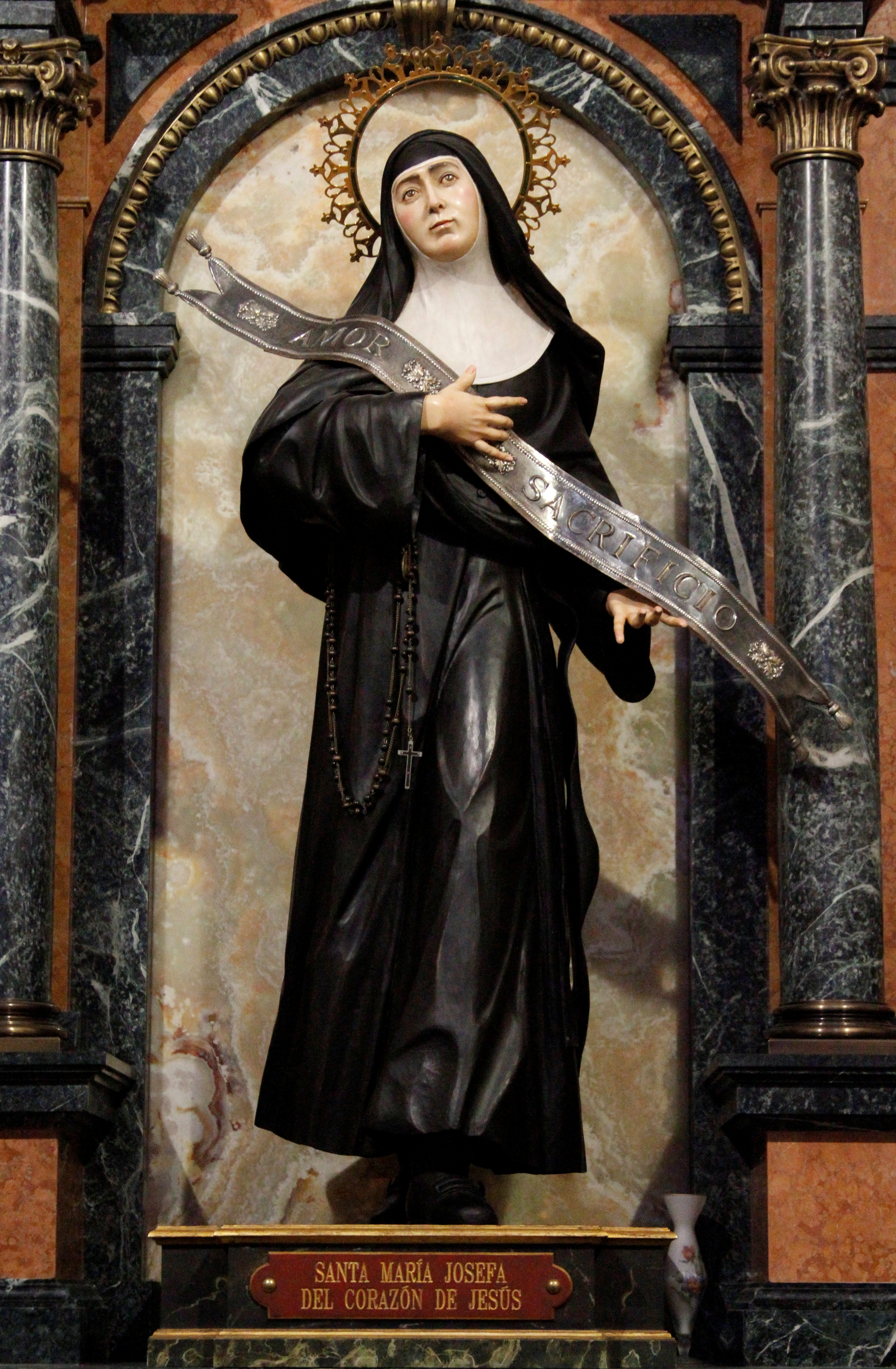
Escultura de la santa a la Catedral de la Almudena (Madrid).